# La invención de la soledad
La invención de la soledad es una novela de Paul Auster publicada en 1982. En ella, la muerte del padre le sirve al autor para reflexionar sobre la paternidad, el dinero, la soledad y la literatura.
La primera parte se llama "Retrato de un hombre invisible". Trata sobre la relación del autor con su padre, y de una tragedia sin aclarar que influenció profundamente su vida.
La segunda, "El libro de la memoria", continúa esta reflexión haciendo énfasis en su propia experiencia como padre. Ese tema evoluciona al de la orfandad del escritor y el papel activo que desempeña la memoria.
- Datos: Q1212217